# Nekrolog 3. Quartal 1966
Nekrolog
◄◄
| ◄
| 1962
| 1963
| 1964
| 1965
| 1966 | 1967 | 1968 | 1969 | 1970 | ► | ►►
1. Quartal |
2. Quartal |
3. Quartal |
4. Quartal 1966
Weitere Ereignisse | Allgemeiner Nekrolog 1966
Die Beschreibung der verstorbenen Person sollte so kurz wie möglich gehalten sein und nur deren signifikante Tätigkeit(en) enthalten.
Neue Namen ggf. auch unter dem Geburts- und Sterbedatum, also etwa unter 1. Januar und im Geburts- und Sterbejahr (2024) eintragen (nur bei entsprechender großer Wichtigkeit). Für Beispiele siehe die schon vorhandenen Artikel.
Außerdem über die fünf zuletzt Verstorbenen, zu denen es einen ausreichend guten Artikel für eine Präsentation auf der Hauptseite gibt, nach der todesbedingten Überarbeitung der Artikel ggf. auch unter Wikipedia Diskussion:Hauptseite informieren und sie am besten auch in den anderen Wikipedia-Sprachversionen eintragen. Tipp: Regelmäßig bei news.google.de nach „ist tot“, „gestorben“ oder „verstorben“ suchen.
Wenn eine Person gestorben ist, gibt es viele Seiten zu dieser Person in der Wikipedia, die davon auch betroffen sind und entsprechend aktualisiert werden müssen. Beispiele: Namenübersichtsseite, Geburtsjahr, Geburtsort-Seiten und viele mehr.
Wie finde ich die betroffenen Seiten?
Im Suchfeld auf der linken Seite gibt man den Suchbegriff so ein: „Vorname Nachname“. Dann klickt man auf Volltext und alle Seiten mit entsprechendem Suchtext werden aufgerufen. Hier sieht man dann schnell, wo auch das Todesjahr Sinn macht oder sogar ein Teil des Artikels angepasst werden muss. Auch hilft das „Werkzeug“ auf der linken Seite sehr gut, um solche Seiten aufzufinden: „Links auf diese Seite“. Somit ist die Wikipedia wieder aktuell in allen Bereichen! Hinweis: bei Eintragung der Kategorie „Gestorben JAHR“ wird der Missbrauchsfilter 49 ausgelöst, was jedoch nicht schlimm ist. Siehe: Spezial:Missbrauchsfilter/49
Dies ist eine Liste von im dritten Quartal 1966 verstorbenen bekannten Persönlichkeiten. Die Einträge erfolgen innerhalb der einzelnen Daten alphabetisch sortiert. Tiere sind im Nekrolog für Tiere zu finden.

## Juli
| Tag      | Name                                    | Beruf, bekannt als                                                                                              | Alter | Beleg |
| -------- | --------------------------------------- | --- | ----- | ----- |
| 1. Juli  | Pauline Boty                            | britische Künstlerin                                                                                            | 28    |       |
| 1. Juli  | Georg Ehrlich                           | österreichischer Maler und Bildhauer                                                                            | 69    |       |
| 1. Juli  | Natalena Korolewa                       | ukrainische Schriftstellerin, Theaterschauspielerin, Opernsängerin und Kunstkritikerin                          | 78    |       |
| 1. Juli  | Hanns Möller-Witten                     | deutscher Militärschriftsteller                                                                                 | 65    |       |
| 1. Juli  | Paul Revellio                           | deutscher Lehrer und Heimatforscher                                                                             | 79    |       |
| 1. Juli  | Wilhelm Sievers                         | deutscher Politiker der NSDAP und CDU                                                                           | 69    |       |
| 1. Juli  | Frank Verner                            | US-amerikanischer Mittel- und Langstreckenläufer                                                                | 83    |       |
| 1. Juli  | Slim Willet                             | US-amerikanischer Country-Musiker                                                                               | 46    |       |
| 2. Juli  | Jan Brzechwa                            | polnischer Poet und Autor                                                                                       | 67    |       |
| 2. Juli  | Johannes von Shanghai und San Francisco | orthodoxer Bischof und Heiliger                                                                                 | 70    |       |
| 2. Juli  | Elisabeth Kitzinger                     | deutsche Wohlfahrtspflegerin                                                                                    | 85    |       |
| 2. Juli  | Martin Klar                             | deutscher Kunsthistoriker                                                                                       | 80    |       |
| 2. Juli  | Eduard Meußdoerffer                     | deutscher Brauereidirektor und Fabrikbesitzer                                                                   | 85    |       |
| 2. Juli  | Emmanuel Reichenberger                  | deutscher römisch-katholischer Priester und sudetendeutscher Publizist                                          | 78    |       |
| 2. Juli  | John S. Wood                            | US-amerikanischer Offizier, Generalmajor der US-Army                                                            | 78    |       |
| 3. Juli  | Heinrich Achenbach                      | deutscher Politiker (CDU), MdL                                                                                  | 85    |       |
| 3. Juli  | Kees Boeke                              | niederländischer Pädagoge                                                                                       | 81    |       |
| 3. Juli  | Else Bötticher                          | deutsche Schauspielerin                                                                                         | 85    |       |
| 3. Juli  | André Gailhard                          | französischer Komponist                                                                                         | 81    |       |
| 3. Juli  | Deems Taylor                            | US-amerikanischer Komponist, Kritiker und Rundfunkmoderator                                                     | 80    |       |
| 4. Juli  | Otto Firle                              | deutscher Architekt und Hochschullehrer                                                                         | 76    |       |
| 4. Juli  | Albert Gnade                            | deutscher Politiker (NSDAP), SS-Führer und Bürgermeister der Stadt Göttingen                                    | 80    |       |
| 4. Juli  | Joseph Lemaire                          | belgischer Versicherungsmanager                                                                                 | 84    |       |
| 4. Juli  | Otto Lindig                             | deutscher Keramiker und Bildhauer                                                                               | 71    |       |
| 4. Juli  | Karl Sanner                             | deutscher Jazzschlagzeuger                                                                                      | 38    |       |
| 4. Juli  | Frederick William Sievers               | US-amerikanischer Bildhauer                                                                                     | 93    |       |
| 4. Juli  | Hans Tarbuk                             | österreichischer Offizier                                                                                       | 79    |       |
| 5. Juli  | Henrik Alm                              | schwedischer Kunsthistoriker                                                                                    | 72    |       |
| 5. Juli  | Kurt Goepel                             | deutscher Staatswissenschaftler und Wissenschaftsfunktionär                                                     | 65    |       |
| 5. Juli  | George de Hevesy                        | ungarischer Chemiker und Nobelpreisträger für Chemie                                                            | 80    |       |
| 5. Juli  | Fritz Lau                               | niederdeutscher Schriftsteller                                                                                  | 93    |       |
| 5. Juli  | Anders Moen                             | norwegischer Turner                                                                                             | 78    |       |
| 5. Juli  | Heino Roomere                           | estnischer Fußballspieler und Pianist                                                                           | 59    |       |
| 5. Juli  | Eva G. R. Taylor                        | britische Wissenschaftshistorikerin (Mathematik, Kartografie, Navigation) und Geographin                        | 87    |       |
| 6. Juli  | Aristide Gromer                         | französischer Schachspieler                                                                                     | 58    |       |
| 6. Juli  | Anne Nagel                              | US-amerikanische Schauspielerin                                                                                 | 50    |       |
| 6. Juli  | Frank Patterson                         | US-amerikanischer Komponist                                                                                     | 95    |       |
| 6. Juli  | John Rex Whinfield                      | britischer Chemiker                                                                                             | 64    |       |
| 07. Juli | Homer Byington                          | US-amerikanischer Tennisspieler                                                                                 | 86    |       |
| 7. Juli  | Carmelita Geraghty                      | US-amerikanische Schauspielerin                                                                                 | 65    |       |
| 7. Juli  | Paul Schmitz-Voigt                      | deutscher Polizist und SS-Führer                                                                                | 79    |       |
| 7. Juli  | Hermann Wiehle                          | deutscher Lehrer und Arachnologe                                                                                | 81    |       |
| 7. Juli  | Joachim Witthöft                        | deutscher Heeres- und Polizeioffizier, zuletzt General der Infanterie im Zweiten Weltkrieg                      | 78    |       |
| 8. Juli  | Samson Eitrem                           | norwegischer klassischer Philologe und Religionswissenschaftler                                                 | 93    |       |
| 8. Juli  | Horst Fischer                           | deutscher Mediziner und Lagerarzt im KZ Auschwitz III Monowitz                                                  | 53    |       |
| 8. Juli  | Leopold Graf Fugger von Babenhausen     | deutscher Offizier, zuletzt Generalmajor der Luftwaffe der Wehrmacht                                            | 72    |       |
| 8. Juli  | Hans Schlothfeldt                       | deutscher Ingenieur und Heimatforscher                                                                          | 76    |       |
| 9. Juli  | Walter Gerwig                           | deutscher Musiker und Lautenist                                                                                 | 66    |       |
| 9. Juli  | Rudolf von Gutmann                      | österreichisch-kanadischer Unternehmer, Bankier und Kunstsammler                                                | 86    |       |
| 09. Juli | Johann Peter Hafner                     | deutscher Politiker                                                                                             | 84    |       |
| 9. Juli  | Jakob Alfons Holl                       | deutscher katholischer Priester                                                                                 | 61    |       |
| 9. Juli  | Ernst Majer-Leonhard                    | deutscher Pädagoge und Oberstudiendirektor                                                                      | 76    |       |
| 9. Juli  | Marija Petković                         | Ordensschwester und Gründerin der Kongregation der „Töchter der Barmherzigkeit des Heiligen Franz“              | 73    |       |
| 9. Juli  | Carl Schultz                            | deutscher Politiker (FDP)                                                                                       | 80    |       |
| 10. Juli | Wolf Franck                             | deutschamerikanischer Journalist                                                                                | 64    |       |
| 10. Juli | Malvina Hoffman                         | amerikanische Bildhauerin                                                                                       | 81    |       |
| 10. Juli | Jakob Hommes                            | deutscher katholischer Philosoph, Schriftsteller, Hochschullehrer und Hochschulrektor                           | 67    |       |
| 10. Juli | Heinrich Löffler                        | deutscher Politiker (SPD), MdL                                                                                  | 76    |       |
| 10. Juli | Karl-Albrecht Mensching                 | deutscher Offizier, zuletzt Generalleutnant im Zweiten Weltkrieg                                                | 77    |       |
| 10. Juli | Fritz Nussbaum                          | Schweizer Geomorphologe                                                                                         | 86    |       |
| 10. Juli | Alexander Petrowitsch Rudakow           | sowjetischer Politiker                                                                                          | 55    |       |
| 10. Juli | Franz Thoma                             | österreichischer Politiker (Landbund, ÖVP), Abgeordneter zum Nationalrat                                        | 79    |       |
| 11. Juli | Josephine Joseph                        | österreichische Schauspielerin                                                                                  | 75    |       |
| 11. Juli | Josef Kotas                             | tschechoslowakischer Bergmann und Politiker                                                                     | 74    |       |
| 11. Juli | Andrew McNaughton                       | kanadischer General                                                                                             | 79    |       |
| 11. Juli | Anton Pradl                             | österreichischer Politiker, Landtagsabgeordneter im Burgenland                                                  | 73    |       |
| 11. Juli | Delmore Schwartz                        | US-amerikanischer Dichter und Erzähler                                                                          | 52    |       |
| 12. Juli | Karl Breidenstein                       | deutscher Organist, Hochschullehrer und Komponist                                                               | 94    |       |
| 12. Juli | Nicolas Kanivé                          | luxemburgischer Turner und Weitspringer                                                                         | 78    |       |
| 12. Juli | Arthur Lehmann                          | deutscher Politiker (SPD), MdL                                                                                  | 79    |       |
| 12. Juli | Willi Ossenkopf                         | deutscher Politiker (SPD), MdL                                                                                  | 67    |       |
| 12. Juli | Daisetz Teitaro Suzuki                  | japanischer Autor                                                                                               | 95    |       |
| 13. Juli | Beatrice von Sachsen-Coburg und Gotha   | Mitglied des britischen und des russischen Königshauses                                                         | 82    |       |
| 13. Juli | David H. Keller                         | amerikanischer Psychiater und Science-Fiction-Autor                                                             | 85    |       |
| 13. Juli | Reino Ragnar Lehto                      | finnischer Politiker                                                                                            | 68    |       |
| 14. Juli | Wilhelm Beetz                           | österreichischer Kunsthistoriker                                                                                | 84    |       |
| 14. Juli | Ernesto Camagni                         | italienischer Geistlicher, römisch-katholischer Bischof                                                         | 65    |       |
| 14. Juli | Nils Lavik                              | norwegischer Politiker (Kristeligt Folkeparti), Mitglied des Storting                                           | 82    |       |
| 14. Juli | Heinrich Lorenz                         | deutscher Kapitän                                                                                               | 68    |       |
| 14. Juli | Julie Manet                             | französische Malerin, Kunstsammlerin und Mäzenin                                                                | 87    |       |
| 14. Juli | Friedrich Middelhauve                   | deutscher Politiker (DDP, FDP), MdL, MdB und Verleger                                                           | 69    |       |
| 14. Juli | Lothar von Perfall                      | preußischer Landrat                                                                                             | 82    |       |
| 14. Juli | Heinz Röthke                            | deutscher SS-Führer                                                                                             | 54    |       |
| 14. Juli | Nicolai Thomsen Svendsen                | schleswigscher Redakteur und Grenzpolitiker                                                                     | 92    |       |
| 15. Juli | Wilhelm Cornides                        | deutscher Publizist, Verfasser des Cornides-Berichts und nach 1945 Mitgründer der „Deutschen Gesellschaft fü... | 45    |       |
| 15. Juli | Norbert Kiechle                         | deutscher Verwaltungsjurist und Landrat                                                                         | 81    |       |
| 15. Juli | György Ottlik                           | ungarischer Diplomat und Journalist                                                                             | 77    |       |
| 16. Juli | Franz Beckmann                          | deutscher Klassischer Philologe                                                                                 | 71    |       |
| 16. Juli | Xavier Givaudan                         | französischer Unternehmer                                                                                       | 99    |       |
| 16. Juli | James Butler Hare                       | US-amerikanischer Politiker                                                                                     | 47    |       |
| 16. Juli | Gussy Holl                              | deutsche Schauspielerin und Sängerin                                                                            | 78    |       |
| 16. Juli | Karl Kahn                               | deutscher Politiker (Bayerische Volkspartei, CSU), MdB                                                          | 66    |       |
| 16. Juli | Bernhard Schweitzer                     | deutscher Archäologe                                                                                            | 73    |       |
| 16. Juli | Otto-Heinz Seybold                      | deutscher Kommunalpolitiker                                                                                     | 77    |       |
| 17. Juli | Josef Braun                             | deutscher Politiker (SPD), MdB                                                                                  | 59    |       |
| 17. Juli | Nils Dahl                               | norwegischer Mittel- und Langstreckenläufer                                                                     | 83    |       |
| 17. Juli | Carl Helbling                           | Schweizer Germanist                                                                                             | 68    |       |
| 17. Juli | Kurt Herlth                             | deutscher Szenenbildner                                                                                         | 70    |       |
| 17. Juli | Pablo Woitas                            | chilenischer Fußballspieler                                                                                     | 78    |       |
| 18. Juli | Johannes Buder                          | deutscher Botaniker                                                                                             | 81    |       |
| 18. Juli | Bobby Fuller                            | US-amerikanischer Rocksänger, Songschreiber und Gitarrenspieler                                                 | 23    |       |
| 18. Juli | Franz Koci                              | österreichischer Politiker (SPÖ), Landtagsabgeordneter                                                          | 66    |       |
| 18. Juli | Robert E. Parsons                       | US-amerikanischer Politiker                                                                                     | 74    |       |
| 18. Juli | Erwin Wolff                             | deutscher klassischer Philologe                                                                                 | 69    |       |
| 19. Juli | Walter Aitkenhead                       | schottischer Fußballspieler                                                                                     | 79    |       |
| 19. Juli | Mary Jobe Akeley                        | US-amerikanische Entdeckerin, Naturforscherin, Fotografin, Kartografin und Autorin                              | 88    |       |
| 19. Juli | Anselmo Albareda                        | spanischer Kardinal der römisch-katholischen Kirche                                                             | 74    |       |
| 19. Juli | Maria von Axster-Heudtlass              | deutsche Grafikerin                                                                                             | 82    |       |
| 19. Juli | Jules Fouquet                           | französischer Organist                                                                                          | 88    |       |
| 19. Juli | Magdalena Neff                          | erste deutsche Apothekerin                                                                                      | 85    |       |
| 19. Juli | Raphael Walzer                          | deutscher Benediktiner, Erzabt von Beuron                                                                       | 78    |       |
| 19. Juli | Leopold Weinmayer                       | österreichischer Politiker (ÖVP), Abgeordneter zum Nationalrat, Mitglied des Bundesrates                        | 61    |       |
| 20. Juli | Julien Carette                          | französischer Schauspieler                                                                                      | 68    |       |
| 20. Juli | Rupert Michell                          | kanadischer Polarforscher                                                                                       | 86    |       |
| 20. Juli | Albert Pagels                           | deutscher Seemann                                                                                               | 88    |       |
| 20. Juli | Herbert Perry                           | britischer Sportschütze                                                                                         | 72    |       |
| 20. Juli | Theodor Schmidt                         | deutscher Politiker (DP, CDU), MdL                                                                              | 70    |       |
| 20. Juli | Kaspar Schwärzler                       | österreichischer Politiker; Landtagsabgeordneter zum Vorarlberger Landtag                                       | 85    |       |
| 21. Juli | Francesco Cantelli                      | italienischer Mathematiker                                                                                      | 90    |       |
| 21. Juli | Philipp Frank                           | österreichischer Philosoph, Physiker und Mathematiker                                                           | 82    |       |
| 21. Juli | Luise Harkort                           | deutsche Keramikerin                                                                                            | 80    |       |
| 21. Juli | Augusto Magne                           | brasilianischer Ordensgeistlicher, Altphilologe, Romanist, Lusitanist und Mediävist französischer Herkunft      | 79    |       |
| 21. Juli | Karl Philipp                            | deutscher Landwirt und Politiker (NSDAP, CDU), MdL                                                              | 65    |       |
| 21. Juli | Kurt Röpke                              | deutscher Offizier, zuletzt General der Infanterie                                                              | 69    |       |
| 21. Juli | Albert Sonnenbrodt                      | deutscher Tierarzt und Landstallmeister                                                                         | 87    |       |
| 22. Juli | Lauro Ayestarán                         | uruguayischer Musikwissenschaftler                                                                              | 53    |       |
| 22. Juli | Richard Borgmann                        | deutscher Politiker (CDU)                                                                                       | 56    |       |
| 22. Juli | Bernard Carp                            | niederländischer Segler                                                                                         | 65    |       |
| 22. Juli | Frank Delahanty                         | US-amerikanischer Baseballspieler                                                                               | 83    |       |
| 22. Juli | Ruth Fuehrer                            | deutsche Politikerin (CDU), MdL                                                                                 | 63    |       |
| 22. Juli | Ladislaus Michael Kopetz                | österreichischer Pflanzenbauwissenschaftler                                                                     | 63    |       |
| 22. Juli | Lissi Nebuschka                         | deutsche Schauspielerin und Sängerin bei Bühne und Stummfilm                                                    | 77    |       |
| 22. Juli | Rudolf Stark                            | deutscher Klassischer Philologe                                                                                 | 54    |       |
| 23. Juli | Georg Adlmüller                         | deutscher Architekt und Baubeamter                                                                              | 77    |       |
| 23. Juli | Lo La Chapelle                          | niederländischer Fußballspieler                                                                                 | 78    |       |
| 23. Juli | Montgomery Clift                        | US-amerikanischer Film- und Theaterschauspieler                                                                 | 45    |       |
| 23. Juli | William K. Kroeger                      | US-amerikanischer Physiker                                                                                      | 60    |       |
| 23. Juli | Otto Meißer                             | deutscher Geophysiker                                                                                           | 67    |       |
| 23. Juli | Douglass Montgomery                     | US-amerikanischer Schauspieler                                                                                  | 58    |       |
| 23. Juli | Hanns Stock                             | deutscher Ägyptologe                                                                                            | 57    |       |
| 24. Juli | Reinhold Dieffenbacher                  | deutscher Maler                                                                                                 | 84    |       |
| 24. Juli | Arthur B. Langlie                       | US-amerikanischer Politiker                                                                                     | 65    |       |
| 24. Juli | Tony Lema                               | US-amerikanischer Golfspieler                                                                                   | 32    |       |
| 24. Juli | José Magnani                            | brasilianischer Radrennfahrer                                                                                   | 53    |       |
| 24. Juli | Carl McKinley                           | US-amerikanischer Komponist                                                                                     | 70    |       |
| 24. Juli | Marie Pappenheim                        | Dichterin, Ärztin                                                                                               | 83    |       |
| 24. Juli | Eckhard Unger                           | deutscher Vorderasiatischer Archäologe, Altorientalist und Hochschullehrer                                      | 82    |       |
| 25. Juli | Friedrich Döpke                         | deutscher Politiker (KPD), MdL                                                                                  | 68    |       |
| 25. Juli | Francis Edward Faragoh                  | US-amerikanischer Drehbuchautor und Schriftsteller                                                              | 70    |       |
| 25. Juli | Franz Xaver Meitinger                   | deutscher Jurist und Politiker (BP), MdL, MdB                                                                   | 61    |       |
| 25. Juli | Frank O’Hara                            | amerikanischer Dichter                                                                                          | 40    |       |
| 26. Juli | Jean-Edouard de Castella                | Schweizer Maler                                                                                                 | 84    |       |
| 26. Juli | Paul Henze                              | deutscher Maschinenbauingenieur und Automobilpionier                                                            | 85    |       |
| 26. Juli | Heinrich Kannenberg                     | deutscher Moorforscher, Kulturtechniker und Grünlandwissenschaftler                                             | 79    |       |
| 26. Juli | Alice Minchin                           | neuseeländische Lehrerin und Bibliothekarin                                                                     | 76    |       |
| 26. Juli | František Moravec                       | tschechoslowakischer Nachrichtendienstler                                                                       | 71    |       |
| 26. Juli | Erwin Offeney                           | deutscher Komponist und Dirigent                                                                                | 77    |       |
| 26. Juli | Willi Waltner                           | deutscher Ringer                                                                                                | 32    |       |
| 26. Juli | Eduard Wroblewski                       | deutsches Todesopfer der Berliner Mauer                                                                         | 33    |       |
| 27. Juli | Norman McAlister Gregg                  | australischer Augenarzt, Erstbeschreiber der Rötelnembryofetopathie                                             | 74    |       |
| 27. Juli | Hans Heesch                             | deutscher Lehrer und Politiker (CDU)                                                                            | 62    |       |
| 27. Juli | Rolf Henne                              | Schweizer Politiker (Nationale Front)                                                                           | 64    |       |
| 27. Juli | Ernst von Reichenau                     | deutscher Publizist, Herausgeber und Schriftsteller                                                             | 73    |       |
| 27. Juli | Franz Xaver Strauß                      | deutscher Politiker (CSU) und Mitglied des Bayerischen Landtags                                                 | 68    |       |
| 27. Juli | Frank Joseph Vavra                      | US-amerikanischer Maler                                                                                         | 76    |       |
| 28. Juli | Josef von Báky                          | ungarischer Filmregisseur                                                                                       | 64    |       |
| 28. Juli | Franz Massfeller                        | deutscher Jurist und Ministerialbeamter                                                                         | 64    |       |
| 28. Juli | Hermann von Moreau                      | deutscher Musikdirektor und Intendant                                                                           | 53    |       |
| 28. Juli | Karl-Otto Saur                          | deutscher Amtsleiter im NS-Rüstungsministerium                                                                  | 64    |       |
| 28. Juli | Rudolf Schmidt                          | deutscher Fußballspieler                                                                                        | 25    |       |
| 29. Juli | Johnson Aguiyi-Ironsi                   | nigerianischer Politiker und 1966 Staatspräsident von Nigeria                                                   | 42    |       |
| 29. Juli | Louis W. Cappelli                       | US-amerikanischer Politiker                                                                                     | 72    |       |
| 29. Juli | Edward Gordon Craig                     | britischer Schauspieler, Regisseur, Bühnenbildner, Grafiker und Autor                                           | 94    |       |
| 29. Juli | André Glory                             | französischer Archäologe, Prähistoriker und Speläologe                                                          | 60    |       |
| 29. Juli | Pál Járdányi                            | ungarischer Musikpädagoge                                                                                       | 46    |       |
| 29. Juli | Carl August Rathjens                    | deutscher Geograph und Orientalist                                                                              | 79    |       |
| 29. Juli | Otto Woegerer                           | österreichischer Schauspieler                                                                                   | 58    |       |
| 30. Juli | Hazel Hempel Abel                       | US-amerikanische Politikerin                                                                                    | 78    |       |
| 30. Juli | Otto Fretter-Pico                       | deutscher Offizier und Generalleutnant im Zweiten Weltkrieg                                                     | 73    |       |
| 30. Juli | Donald St. Clair Gainer                 | britischer Diplomat                                                                                             | 74    |       |
| 30. Juli | Gebhard Grabher                         | österreichischer Politiker (SPÖ), Vorarlberger Landtagsabgeordneter                                             | 76    |       |
| 30. Juli | Oswald Poetzelberger                    | deutscher Maler und Illustrator                                                                                 | 73    |       |
| 30. Juli | Ilse Tesdorpf-Edens                     | deutsche Malerin                                                                                                | 74    |       |
| 30. Juli | Väinö Tiiri                             | finnischer Turner                                                                                               | 80    |       |
| 31. Juli | Andrej Bagar                            | slowakischer Schauspieler, Regisseur und Pädagoge                                                               | 65    |       |
| 31. Juli | Alexander von Falkenhausen              | deutscher General der Infanterie, Chef der Militärverwaltung im besetzten Belgien                               | 87    |       |
| 31. Juli | Ernst Plattner                          | deutscher Architekt                                                                                             | 85    |       |
| 31. Juli | Bud Powell                              | US-amerikanischer Jazz-Pianist                                                                                  | 41    |       |
| 31. Juli | Kai Senstius                            | dänischer Komponist                                                                                             | 76    |       |
| Juli     | Hans Anton Maurenbrecher                | niederländischer Generalleutnant der Luftwaffe und Einhandsegler                                                | 55    |       |
| Juli     | Đuro Nenadić                            | jugoslawischer Forstwissenschaftler und Hochschulrektor                                                         | 90    |       |
| Juli     | Joseph Organ                            | US-amerikanischer Marathonläufer                                                                                |       |       |

## August
| Tag        | Name                                     | Beruf, bekannt als                                                                                              | Alter | Beleg |
| ---------- | ---------------------------------------- | --- | ----- | ----- |
| 1. August  | Wilhelm Bökenkrüger                      | deutscher Pädagoge, Verwaltungsbeamter und Politiker (SPD), MdL, rheinland-pfälzischer Landesminister           | 75    |       |
| 1. August  | Raymond Cafferata                        | britischer Polizeiinspektor                                                                                     | 69    |       |
| 1. August  | Robey Leibbrandt                         | burischer Schwergewichtsboxer und südafrikanischer nationalsozialistischer Politiker                            | 53    |       |
| 1. August  | Karl Lilienfeld                          | deutscher Kunsthistoriker und -händler                                                                          | 80    |       |
| 1. August  | Boris Jewgenjewitsch Raikow              | russischer Biologe und Historiker der Naturwissenschaften                                                       | 85    |       |
| 1. August  | Tommy Smith                              | kanadischer Eishockeyspieler                                                                                    | 80    |       |
| 1. August  | John Spellman                            | US-amerikanischer Ringer                                                                                        | 67    |       |
| 1. August  | Charles Joseph Whitman                   | US-amerikanischer Amokläufer                                                                                    | 25    |       |
| 2. August  | Rudolf Antonín Dvorský                   | tschechischer Unterhaltungskünstler                                                                             | 67    |       |
| 2. August  | Karl Kreibich                            | tschechischer Politiker, Herausgeber, Journalist, Schriftsteller, Diplomat                                      | 83    |       |
| 2. August  | Boyd Raeburn                             | US-amerikanischer Jazz-Bigband-Leader                                                                           | 52    |       |
| 3. August  | Lenny Bruce                              | US-amerikanischer Stand-up-comedian und Satiriker                                                               | 40    |       |
| 3. August  | Hermann Ginter                           | deutscher römisch-katholischer Priester, Kunsthistoriker und Denkmalpfleger                                     | 77    |       |
| 3. August  | Tristan Klingsor                         | französischer Schriftsteller, Maler, Komponist und Musikkritiker                                                | 91    |       |
| 3. August  | Ernst Luther                             | deutscher Schriftsteller und Mundartdichter                                                                     | 72    |       |
| 3. August  | Hans Morawitz                            | österreichischer Politiker (SDAP), MdL (Burgenland und Niederösterreich), Abgeordneter zum Nationalrat          | 73    |       |
| 3. August  | René Schick Gutiérrez                    | nicaraguanischer Politiker, Präsident des Landes (1963–1966)                                                    |       |       |
| 3. August  | Walther Karl Zülch                       | deutscher Kunsthistoriker                                                                                       | 82    |       |
| 4. August  | Hugo Knoop                               | deutscher Pfarrer und Politiker (FDP)                                                                           | 79    |       |
| 4. August  | Bernard Mark                             | polnischer kommunistischer Historiker des Holocaust                                                             | 58    |       |
| 4. August  | William Maynes                           | kanadischer Sprinter                                                                                            | 63    |       |
| 4. August  | Helen Tamiris                            | amerikanische Tänzerin, Choreografin, Tanzpädagogin des Modern Dance                                            |       |       |
| 5. August  | Anna Bachmann-Eugster                    | erste Berufsberaterin für Frauen in der Schweiz und Mitbegründerin der Zentralstelle für Frauenberufe           | 76    |       |
| 5. August  | Max Lammer                               | österreichischer Schauspieler                                                                                   | 61    |       |
| 5. August  | Adolf Lind                               | österreichischer Landwirt und Politiker                                                                         | 72    |       |
| 5. August  | Erich Lohmeyer                           | deutscher Ingenieur                                                                                             | 80    |       |
| 5. August  | Halvard Olsen                            | norwegischer Gewerkschaftsführer und Politiker                                                                  | 80    |       |
| 5. August  | Johannes Stepkes                         | deutscher Verwaltungsjurist, Kommunalpolitiker (CDU)                                                            | 82    |       |
| 5. August  | Friedrich Uhde                           | deutscher Ingenieur und Unternehmer                                                                             | 86    |       |
| 6. August  | Edmond L. DePatie                        | Vizepräsident und Manager des Warner Bros                                                                       | 66    |       |
| 6. August  | Marcel Perrière                          | Schweizer Radrennfahrer                                                                                         | 75    |       |
| 6. August  | Henry Sharp                              | US-amerikanischer Kameramann                                                                                    | 72    |       |
| 6. August  | Cordwainer Smith                         | US-amerikanischer Schriftsteller                                                                                | 53    |       |
| 7. August  | Josef Adams                              | deutscher römisch-katholischer Geistlicher und Dompropst in Worms                                               | 64    |       |
| 8. August  | Teddy Billington                         | US-amerikanischer Radrennfahrer                                                                                 | 84    |       |
| 8. August  | Pierre Charles                           | belgischer Boxer                                                                                                | 63    |       |
| 8. August  | Wilhelm Dame                             | deutscher Politiker (NSDAP), MdR und SA-Führer                                                                  | 70    |       |
| 8. August  | Ed Lewis                                 | US-amerikanischer Ringer                                                                                        | 75    |       |
| 8. August  | Karl Manoury                             | deutscher Theologe und Historiker hugenottischer Abstammung                                                     | 71    |       |
| 8. August  | Erik Molnár                              | ungarischer kommunistischer Politiker und Historiker                                                            | 71    |       |
| 8. August  | Kurt Schwerdtfeger                       | deutscher Bildhauer und Hochschullehrer                                                                         | 69    |       |
| 8. August  | James Soutter                            | britischer Sprinter und Mittelstreckenläufer                                                                    | 81    |       |
| 8. August  | Josef Walter                             | deutscher Politiker (GB/BHE, GDP), MdL                                                                          | 73    |       |
| 9. August  | Axel Alfredsson                          | schwedischer Fußballspieler                                                                                     | 64    |       |
| 9. August  | Josef Becker                             | deutscher Pädiater, SS-Führer und Hochschullehrer                                                               | 71    |       |
| 9. August  | Herbert Berliner                         | kanadischer Musikproduzent und Erfinder                                                                         | 83    |       |
| 9. August  | Joan Gibert i Camins                     | katalanischer Pianist, Cembalist, Komponist und Musikpädagoge                                                   |       |       |
| 9. August  | Max Gufler                               | österreichischer Serienmörder                                                                                   | 48    |       |
| 9. August  | Giorgi Leonidse                          | georgischer Schriftsteller                                                                                      | 66    |       |
| 9. August  | José Nepote-Fus                          | italienischer Ordensgeistlicher, Prälat von Rio Branco bzw. Roraima                                             | 73    |       |
| 9. August  | Gösta Nystroem                           | schwedischer Komponist und Maler                                                                                | 75    |       |
| 9. August  | Jessie Stephenson                        | englisch-britische Suffragette                                                                                  | 93    |       |
| 10. August | Hugo Haase                               | deutscher Hydrologe                                                                                             | 64    |       |
| 10. August | Harald Koschmieder                       | deutscher Meteorologe                                                                                           | 68    |       |
| 10. August | Hans Mayer                               | österreichischer Politiker (SPÖ), Landesrat von Vorarlberg                                                      | 68    |       |
| 10. August | John Orr                                 | britischer Romanist                                                                                             | 81    |       |
| 10. August | Felix Andries Vening-Meinesz             | niederländischer Geophysiker und Geodät                                                                         | 79    |       |
| 10. August | Uco van Wijk                             | niederländischer Astronom                                                                                       | 42    |       |
| 11. August | Ettore Bellotto                          | italienischer Turner                                                                                            | 71    |       |
| 11. August | Peg Leg Howell                           | US-amerikanischer Blues-Gitarrist, Sänger und Songschreiber                                                     | 78    |       |
| 11. August | Felix Hupka                              | österreichischer Pianist, Dirigent, Komponist und Musikpädagoge                                                 | 70    |       |
| 11. August | Erwin Kraus                              | deutscher Politiker (NSDAP), MdR                                                                                | 72    |       |
| 11. August | Eugen Ott                                | deutscher Offizier, zuletzt General der Infanterie im Zweiten Weltkrieg                                         | 76    |       |
| 11. August | Robert Wuellner                          | Schweizer Schauspieler, Regisseur und Filmproduzent                                                             | 80    |       |
| 12. August | Artur Alliksaar                          | estnischer Lyriker                                                                                              | 43    |       |
| 12. August | Roy Elonza Davis                         | US-amerikanischer Reiseprediger, Baptisten- und Pfingstpastor sowie eine führende Persönlichkeit des Ku-Klux... | 76    |       |
| 12. August | Rudolf Elstner                           | deutscher Schachspieler und Schachschriftsteller                                                                | 72    |       |
| 12. August | Thomas Johnson                           | britischer Radrennfahrer                                                                                        | 79    |       |
| 12. August | Bruno Kisch                              | tschechisch-deutscher Kardiologe                                                                                | 75    |       |
| 12. August | Rudolf Lenk                              | österreichischer Pädagoge, Autor und Politiker (NSDAP)                                                          | 79    |       |
| 12. August | Hanns Marschall                          | deutscher Schriftsteller und Drehbuchautor                                                                      | 70    |       |
| 12. August | Mike McTigue                             | irischer Boxer im Halbschwergewicht und Weltmeister (1923–1925)                                                 | 73    |       |
| 12. August | Hans Schmauch                            | deutscher Gymnasiallehrer, Landeshistoriker des Ermlands                                                        | 78    |       |
| 12. August | Alexander Stieda                         | deutscher Chirurg                                                                                               | 91    |       |
| 13. August | Henri Fescourt                           | französischer Filmregisseur                                                                                     | 85    |       |
| 13. August | Anton Gabele                             | deutscher Schriftsteller                                                                                        | 76    |       |
| 13. August | Poul Hansen                              | dänischer Journalist und Politiker (Socialdemokraterne), Mitglied des Folketing                                 | 53    |       |
| 13. August | Valentin Härtl                           | deutscher Bratschist und Hochschullehrer                                                                        | 72    |       |
| 13. August | Karl Scheele                             | deutscher Chirurg und Hochschullehrer                                                                           | 82    |       |
| 14. August | Raymond Duncan                           | US-amerikanischer Tänzer, Künstler, Dichter, Handwerker und Philosoph                                           | 91    |       |
| 14. August | Richard Knecht                           | deutscher Bildhauer, Maler und Hochschullehrer                                                                  | 79    |       |
| 14. August | Giovannina Majer                         | italienische Numismatikerin                                                                                     | 80    |       |
| 14. August | Rudolf Niederhauser                      | Schweizer Politiker                                                                                             | 85    |       |
| 14. August | Josef Raser                              | österreichischer Politiker (LBd), Abgeordneter zum Nationalrat                                                  | 79    |       |
| 15. August | Jan Kiepura                              | polnisch-amerikanischer Opernsänger (Tenor) und Schauspieler                                                    | 64    |       |
| 15. August | Seena Owen                               | US-amerikanische Schauspielerin und Drehbuchautorin                                                             | 71    |       |
| 15. August | Gerhart Pohl                             | deutscher Schriftsteller und Lektor                                                                             | 64    |       |
| 15. August | Heinz Wever                              | deutscher Maler und niederdeutscher Schriftsteller                                                              | 75    |       |
| 16. August | Fritz Jellinek                           | österreichischer Schriftsteller und Industrieller                                                               | 74    |       |
| 16. August | Carl Klæth                               | norwegischer Turner                                                                                             | 79    |       |
| 16. August | Richard Quast                            | deutscher kommunistischer Funktionär und Widerstandskämpfer, Mitarbeiter des ZK der SED                         | 70    |       |
| 16. August | Christian Röckle                         | deutscher Missionar                                                                                             | 83    |       |
| 17. August | Rolf Billberg                            | schwedischer Jazz-Saxophonist (Tenor, Alt)                                                                      | 35    |       |
| 17. August | Moses Hadas                              | US-amerikanischer Klassischer Philologe                                                                         | 66    |       |
| 17. August | André Louis Lefebvre de Laboulaye        | französischer Botschafter                                                                                       | 90    |       |
| 17. August | Ken Miles                                | britischer Automobilrennfahrer                                                                                  | 47    |       |
| 17. August | Henry Joseph Round                       | englischer Forscher und Erfinder                                                                                | 85    |       |
| 18. August | Herbert Lessig                           | deutscher politischer Funktionär (KPD)                                                                          | 64    |       |
| 18. August | François Piétri                          | französischer Politiker der Dritten Republik, Diplomat und Schriftsteller                                       | 84    |       |
| 18. August | Otto Roettig                             | deutscher General der Infanterie im Zweiten Weltkrieg                                                           | 79    |       |
| 18. August | Ingeburg Schaacke                        | deutsche Mineralogin                                                                                            | 56    |       |
| 18. August | Rudolf Thietz                            | deutscher Politiker (CDU), MdL                                                                                  | 81    |       |
| 18. August | Hans Tombrock                            | deutscher Maler                                                                                                 | 71    |       |
| 19. August | Hermann Althaus                          | deutscher Sozialbeamter in leitender Stellung und SS-Oberführer während des Nationalsozialismus                 | 67    |       |
| 19. August | Fritz Bleyl                              | deutscher Architekt und Maler                                                                                   | 85    |       |
| 20. August | Renzo Rivolta                            | italienischer Ingenieur                                                                                         | 57    |       |
| 20. August | Olive Rush                               | US-amerikanische Malerin und Illustratorin                                                                      | 93    |       |
| 21. August | Hans Blüthgen                            | deutscher Architekt und Maler                                                                                   | 81    |       |
| 21. August | Othmar Crusiz                            | österreichischer Beamter                                                                                        | 76    |       |
| 21. August | Robert Koppel                            | deutscher Sänger                                                                                                | 92    |       |
| 22. August | Günther Birkenfeld                       | deutscher Schriftsteller                                                                                        | 65    |       |
| 22. August | Wladislaw Markowitsch Illitsch-Switytsch | ukrainisch-sowjetischer Linguist                                                                                | 31    |       |
| 22. August | Wade H. Kitchens                         | US-amerikanischer Politiker                                                                                     | 87    |       |
| 22. August | Erwin Komenda                            | österreichischer Automobildesigner                                                                              | 62    |       |
| 22. August | Norbert Mayer                            | österreichischer Politiker (ÖVP), Abgeordneter zum Nationalrat                                                  | 79    |       |
| 22. August | Al McCoy                                 | US-amerikanischer Boxer im Mittelgewicht                                                                        | 71    |       |
| 22. August | Apolinary Szeluto                        | polnischer Komponist                                                                                            | 82    |       |
| 22. August | Walter Tölke                             | deutscher Richter, Senatspräsident am Reichsgericht                                                             | 83    |       |
| 22. August | Ernst Vogtherr                           | deutscher Politiker (SPD)                                                                                       | 63    |       |
| 23. August | Francis X. Bushman                       | US-amerikanischer Filmschauspieler                                                                              | 83    |       |
| 23. August | Eduardo Espinosa y Prieto                | mexikanischer Botschafter                                                                                       |       |       |
| 23. August | Friedrich Gerke                          | deutscher Christlicher Archäologe und Kunsthistoriker                                                           | 65    |       |
| 23. August | Karl Gofferje                            | deutscher Musikpädagoge, Lautenspieler, Multiinstrumentalist und Instrumentenbauer                              | 73    |       |
| 23. August | Guillermo Gorostiza                      | spanischer Fußballspieler                                                                                       | 57    |       |
| 23. August | Karl-Heinz Peter                         | deutscher Radsportler                                                                                           | 27    |       |
| 23. August | Hans Roth                                | Schweizer Politiker (SP)                                                                                        | 86    |       |
| 23. August | Irma Stern                               | südafrikanische Künstlerin                                                                                      | 71    |       |
| 23. August | Alexander Sergejewitsch Xenofontow       | sowjetischer Generalleutnant                                                                                    | 71    |       |
| 23. August | Hans Zehrer                              | deutscher jungkonservativer Publizist                                                                           | 67    |       |
| 24. August | Boris Angeluschew                        | bulgarischer Grafiker                                                                                           | 63    |       |
| 24. August | Wilhelm Compter                          | deutscher Verwaltungsbeamter und Politiker                                                                      | 75    |       |
| 24. August | Werner Frauendienst                      | deutscher Historiker, Archivar, Legationssekretär und Hochschullehrer                                           | 65    |       |
| 24. August | Hans Giebisch                            | österreichischer Dichter, Mittelschulprofessor und Literaturhistoriker                                          | 77    |       |
| 24. August | Karl Gossel                              | deutscher Politiker (CDU), MdB                                                                                  | 74    |       |
| 24. August | Tadeusz Komorowski                       | Oberbefehlshaber der Polnischen Heimatarmee (Armia Krajowa)                                                     | 71    |       |
| 24. August | Lao She                                  | chinesischer Schriftsteller                                                                                     | 67    |       |
| 24. August | Vicente Mejía Colindres                  | Präsident von Honduras                                                                                          |       |       |
| 24. August | Krastjo Mijatew                          | bulgarischer Archäologe und Kunsthistoriker                                                                     | 74    |       |
| 24. August | Wolfgang Neuhaus (Schriftsteller)        | deutscher Schriftsteller in der DDR                                                                             | 37    |       |
| 24. August | Fritz Osswald                            | Schweizer Maler                                                                                                 | 88    |       |
| 24. August | Karl Radinger                            | deutscher Maler                                                                                                 | 53    |       |
| 24. August | Jaime Sarlanga                           | argentinischer Fußballspieler                                                                                   | 50    |       |
| 25. August | Lance Comfort                            | britischer Filmregisseur                                                                                        | 58    |       |
| 25. August | Carl August Fischer                      | deutscher Volkswirt                                                                                             | 71    |       |
| 25. August | Hans Frenzel                             | österreichischer Rechnungshofpräsident und Politiker                                                            | 70    |       |
| 25. August | Wolfgang Langhoff                        | deutscher Schauspieler, Regisseur und Kommunist, MdV                                                            | 64    |       |
| 25. August | Jens Olsen                               | grönländischer Pastor und Landesrat                                                                             | 72    |       |
| 25. August | Zoltán Schenker                          | ungarischer Fechter                                                                                             | 85    |       |
| 26. August | Robert Stephen Dehler                    | kanadischer Ordensgeistlicher                                                                                   | 76    |       |
| 26. August | Margarete Elzer                          | deutsche Verfasserin von Unterhaltungsromanen                                                                   | 76    |       |
| 26. August | Hermann Geiger                           | Schweizer Rettungsflieger und Pionier des Gletscherflugs                                                        | 51    |       |
| 26. August | Heinrich Kraus                           | Maler und Kopist                                                                                                | 66    |       |
| 26. August | Ernst Reibstein                          | deutscher Journalist und Rechtshistoriker                                                                       | 65    |       |
| 26. August | Heinrich Wulff                           | deutscher Politiker (SPD), MdL                                                                                  | 70    |       |
| 27. August | Mads Clausen                             | dänischer Fabrikant                                                                                             | 60    |       |
| 27. August | John Cournos                             | US-amerikanischer Schriftsteller                                                                                | 85    |       |
| 27. August | Boleslaw Gutowski                        | polnischer Physiologe                                                                                           | 78    |       |
| 27. August | Ernst Lüthold                            | Schweizer Komponist                                                                                             | 62    |       |
| 27. August | Josef Weiger                             | deutscher römisch-katholischer Pfarrer und Theologe                                                             | 83    |       |
| 28. August | Fritz Bernhard                           | Schweizer Kunstmaler                                                                                            | 70    |       |
| 28. August | Wladyslawa Choms                         | polnische Widerstandskämpferin                                                                                  |       |       |
| 28. August | Andrew Edmiston                          | US-amerikanischer Politiker                                                                                     | 73    |       |
| 28. August | Rudolf Herrnstadt                        | deutscher Journalist und Politiker (KPD, SED), MdV                                                              | 63    |       |
| 28. August | Erik Lindberg                            | schwedischer Bildhauer und Graveur                                                                              | 92    |       |
| 28. August | Max Poepel                               | deutscher Politiker                                                                                             | 69    |       |
| 28. August | Leontin Sălăjan                          | rumänischer Politiker (PCR) und Armeegeneral                                                                    | 53    |       |
| 28. August | Niklaus Senn                             | Schweizer Bankmanager und Politiker                                                                             | 72    |       |
| 28. August | Luitpold Weegmann                        | deutscher Oberbürgermeister und Ehrenbürger von Bamberg                                                         | 81    |       |
| 29. August | Emil Burri                               | deutscher Drehbuchautor                                                                                         | 63    |       |
| 29. August | Fritz Max Cahén                          | deutscher Journalist und Buchautor                                                                              | 74    |       |
| 29. August | Josef Egger                              | österreichischer Schauspieler                                                                                   | 77    |       |
| 29. August | Carole Gallagher                         | US-amerikanische Schauspielerin                                                                                 | 43    |       |
| 29. August | Peter Heckmann                           | deutscher Politiker (SPD), MdL                                                                                  | 66    |       |
| 29. August | Auguste Viktoria von Hohenzollern        | Ehefrau von Emanuel II., dem letzten König von Portugal                                                         | 76    |       |
| 29. August | Nicholas Piantanida                      | US-amerikanischer Fallschirmspringer                                                                            | 34    |       |
| 29. August | Sayyid Qutb                              | ägyptischer Journalist, Theoretiker der ägyptischen Muslimbruderschaft                                          | 59    |       |
| 29. August | Flore Revalles                           | schweizerische Sängerin, Tänzerin und Schauspielerin                                                            | 77    |       |
| 29. August | Heinz Schmidt                            | deutsches Todesopfer der Berliner Mauer                                                                         | 46    |       |
| 29. August | Martin Steinke                           | deutscher Buddhist und Schriftsteller                                                                           | 84    |       |
| 29. August | Johannes Sundwall                        | finnischer Althistoriker und Klassischer Philologe                                                              | 88    |       |
| 30. August | Otto Adams                               | deutscher Gewerkschafter und Politiker, MdR                                                                     | 78    |       |
| 30. August | Lili Roubiczek-Peller                    | Montessori-Pädagogin und Psychoanalytikerin                                                                     | 68    |       |
| 31. August | Kasimir Edschmid                         | deutscher Schriftsteller                                                                                        | 75    |       |
| 31. August | Siegfried Fussenegger                    | österreichischer Unternehmer, Fossiliensammler und Museumsgründer                                               | 72    |       |
| 31. August | Hans Grahl                               | deutscher Opernsänger (Tenor)                                                                                   | 71    |       |
| 31. August | Georg Grube                              | deutscher Chemiker (Elektrochemie, Metallurgie)                                                                 | 83    |       |
| 31. August | Willi Hammelrath                         | Gründer der Arbeiterhochschule Burg Vondern                                                                     | 73    |       |
| 31. August | Jaroslav Jirkovský                       | böhmischer Eishockeyspieler                                                                                     | 74    |       |
| 31. August | Max Mohr                                 | deutscher Offizier, zuletzt General der Flieger, Leiter der geheimen Fliegerschule Lipezk (1929–1932)           | 81    |       |
| 31. August | Joseph Oppenheimer                       | deutscher Landschafts- und Porträtmaler                                                                         | 90    |       |
| 31. August | Dolf van der Scheer                      | niederländischer Eisschnellläufer                                                                               | 57    |       |
| 31. August | John Weller                              | englischer Erfinder und Konstrukteur                                                                            | 88    |       |
| August     | Israel Beer                              | israelischer Agent für die Sowjetunion                                                                          | 53    |       |
| August     | Gordon Dukes                             | US-amerikanischer Stabhochspringer                                                                              | 77    |       |

## September
| Tag           | Name                                     | Beruf, bekannt als                                                                                              | Alter | Beleg |
| ------------- | ---------------------------------------- | --- | ----- | ----- |
| 1. September  | Mabel Capper                             | englisch-britische Suffragette                                                                                  | 78    |       |
| 1. September  | Ludwig Hrebacka                          | österreichischer Politiker (SPÖ), Landtagsabgeordneter                                                          | 66    |       |
| 1. September  | Antoine Mazairac                         | niederländischer Radrennfahrer                                                                                  | 65    |       |
| 1. September  | Arthur Seehof                            | deutscher Verleger, Buchhändler und Autor                                                                       | 74    |       |
| 1. September  | Hal Swain                                | britischer Jazzmusiker                                                                                          | 72    |       |
| 1. September  | Hans von Veyder-Malberg                  | österreichischer Automobilpionier, Sportfahrer und Manager                                                      | 79    |       |
| 1. September  | Karl Wagner                              | deutscher Bildhauer                                                                                             | 80    |       |
| 1. September  | Henry Welfare                            | englischer Fußballspieler                                                                                       | 78    |       |
| 2. September  | Sibylle Ascheberg von Bamberg            | deutsche Malerin                                                                                                | 78    |       |
| 2. September  | Darnell Howard                           | US-amerikanischer Jazzsaxophonist und Klarinettist                                                              | 61    |       |
| 2. September  | J. Howard McGrath                        | US-amerikanischer Politiker und Jurist                                                                          | 62    |       |
| 2. September  | Okamura Yasuji                           | japanischer General                                                                                             | 82    |       |
| 2. September  | Willy Rösner                             | deutscher Schauspieler                                                                                          | 73    |       |
| 3. September  | Elisabeth Ahnert                         | deutsche Malerin                                                                                                | 80    |       |
| 3. September  | Constantin Bakaleinikoff                 | russischer Filmkomponist                                                                                        | 68    |       |
| 3. September  | Dick Barwegan                            | US-amerikanischer Footballspieler                                                                               | 40    |       |
| 3. September  | Anton Huber                              | deutscher Violinist und Hochschullehrer                                                                         | 78    |       |
| 3. September  | Irving Klaw                              | US-amerikanischer Fotograf                                                                                      | 55    |       |
| 3. September  | Úrsula López                             | spanische Zarzuela- und Varietésängerin und Impresaria                                                          | ≈95   |       |
| 3. September  | John Nicholson                           | englischer Fußballspieler                                                                                       | 30    |       |
| 3. September  | Karl Schröder                            | deutscher Politiker (SPD), MdL                                                                                  | 76    |       |
| 3. September  | Kurt Weiss                               | österreichischer Maler                                                                                          | 71    |       |
| 4. September  | Max Silberstein                          | deutscher Richter                                                                                               | 69    |       |
| 5. September  | Wesley Dennis                            | US-amerikanischer Illustrator                                                                                   | 63    |       |
| 5. September  | Dezső Lauber                             | ungarischer Sportler und Architekt                                                                              | 87    |       |
| 5. September  | Marc Peter                               | Schweizer Jurist, Politiker, Diplomat und Heimatforscher                                                        | 92    |       |
| 5. September  | Herbert Wetter                           | norwegischer Schwimmer                                                                                          | 75    |       |
| 6. September  | Walter Friedlaender                      | deutscher Kunsthistoriker                                                                                       | 93    |       |
| 6. September  | Clarence Albert Ives                     | US-amerikanischer Pädagoge, und Hochschullehrer                                                                 | 97    |       |
| 6. September  | Theodor Kärner                           | deutscher Porzellanbildner und Tierbildhauer                                                                    | 82    |       |
| 6. September  | Friedrich Oppler                         | deutscher Jurist und Autor                                                                                      | 78    |       |
| 6. September  | Margaret Sanger                          | US-amerikanische Krankenschwester, Feministin und Geburtskontrollaktivistin                                     | 86    |       |
| 6. September  | Siegfried Streicher                      | Schweizer Journalist und Schriftsteller                                                                         | 73    |       |
| 6. September  | Hendrik Frensch Verwoerd                 | südafrikanischer Soziologe und Politiker                                                                        | 64    |       |
| 7. September  | Viktor Ader                              | estnischer Fußballnationalspieler                                                                               | 55    |       |
| 8. September  | Hans Arnhold                             | deutsch-amerikanischer Bankier                                                                                  | 78    |       |
| 8. September  | Emilio Cecchi                            | italienischer Schriftsteller, Kunstkritiker, Drehbuchautor und Filmproduzent                                    | 82    |       |
| 8. September  | Theo Hölscher                            | deutscher Maler                                                                                                 | 70    |       |
| 8. September  | John Taylor                              | britischer Formel-1-Rennfahrer                                                                                  | 33    |       |
| 9. September  | Nestor Paiva                             | US-amerikanischer Schauspieler                                                                                  | 61    |       |
| 10. September | Modeste Claire                           | russischer Geologe, Paläontologe und Hochschullehrer                                                            | 86    |       |
| 10. September | Eugène Deslaw                            | französischer Journalist, Regisseur und Drehbuchautor                                                           | 67    |       |
| 10. September | Emil Julius Gumbel                       | deutscher Mathematiker und politischer Publizist                                                                | 75    |       |
| 10. September | Vere Johns                               | jamaikanischer Journalist, Hörfunkmoderator, Veranstalter und Theaterschauspieler                               | 72    |       |
| 10. September | Ernst Wetzel                             | deutscher paramilitärischer Aktivist und SA-Führer                                                              | 75    |       |
| 11. September | Hans von Ahlfen                          | deutscher Generalmajor                                                                                          | 69    |       |
| 11. September | Hans-Wilhelm Beutler                     | deutscher Wirtschaftsfunktionär und Politiker (FDP), MdL                                                        | 69    |       |
| 11. September | Richard Engelmann                        | deutscher Bildhauer                                                                                             | 97    |       |
| 11. September | Max Hoß                                  | deutscher Politiker (DNVP) und Funktionär (NSDAP)                                                               | 87    |       |
| 11. September | Eva Justin                               | deutsche Rassenforscherin zur Zeit des Nationalsozialismus                                                      | 57    |       |
| 11. September | Rudolf Schmeer                           | deutscher Politiker (NSDAP), MdR                                                                                | 61    |       |
| 12. September | Wilhelm Meußdoerffer                     | deutscher Brauereidirektor                                                                                      | 78    |       |
| 12. September | Heinrich Stuhlfauth                      | deutscher Fußballspieler                                                                                        | 70    |       |
| 12. September | Friedrich Wilhelm Georg Voss             | deutscher Fabrikant                                                                                             | 74    |       |
| 13. September | Mina Amann                               | deutsche Gewerkschafterin und Politikerin (CDU)                                                                 | 72    |       |
| 13. September | Clemente Canepari                        | italienischer Radrennfahrer                                                                                     | 79    |       |
| 13. September | Delio Cantimori                          | italienischer Historiker                                                                                        | 62    |       |
| 13. September | Alfred Engelsen                          | norwegischer Turner und Wasserspringer                                                                          | 73    |       |
| 13. September | Jenny Gertz                              | sozialistische deutsche Tanzpädagogin                                                                           | 74    |       |
| 13. September | Hermann Hagstedt                         | deutscher Politiker (SPD), MdL                                                                                  | 82    |       |
| 13. September | Karl Rauch                               | deutscher Verleger, Autor und Übersetzer                                                                        | 69    |       |
| 13. September | Andreas Senk                             | deutsches Todesopfer der Berliner Mauer                                                                         |       |       |
| 13. September | Josef Luitpold Stern                     | österreichischer Dichter                                                                                        | 80    |       |
| 13. September | Albert Trapp                             | deutscher Pädagoge, Hochschullehrer, Schriftsteller und Historiograf                                            | 76    |       |
| 14. September | Ria Alldorf                              | österreichisch-deutsche Theater- und Stummfilmschauspielerin                                                    | 82    |       |
| 14. September | Gertrude Berg                            | amerikanische Schauspielerin, Drehbuchautorin und Produzentin                                                   | 66    |       |
| 14. September | Martin Fräsdorff                         | deutscher Unternehmer                                                                                           | 85    |       |
| 14. September | Cemal Gürsel                             | türkischer General und Staatspräsident                                                                          |       |       |
| 14. September | Karl Rembert                             | deutscher Gymnasiallehrer, Heimatkundler und Museumsleiter                                                      | 98    |       |
| 14. September | Max Schmechel                            | deutscher Architekt und Politiker (CSVD, CDU), MdR                                                              | 74    |       |
| 14. September | Nikolai Konstantinowitsch Tscherkassow   | russischer Schauspieler                                                                                         | 63    |       |
| 14. September | Václav Vich                              | tschechoslowakischer Kameramann                                                                                 | 68    |       |
| 15. September | Frank G. Ashbrook                        | US-amerikanischer Säugetierforscher und Fachautor                                                               | 73    |       |
| 15. September | Ernst Eberstein                          | deutscher Offizier in beiden Weltkriegen und Gründungsdirektor des Chemnitzer Flughafens                        | 80    |       |
| 15. September | Richard Ellis                            | britischer Pädiater                                                                                             | 64    |       |
| 15. September | Fernand Lamy                             | französischer Dirigent, Komponist und Musikpädagoge                                                             | 85    |       |
| 15. September | Paul Eduard Meyer                        | Schweizer Rechtsanwalt, Krimiautor und Mitarbeiter des Nachrichtendienstes während des Zweiten Weltkriegs       | 72    |       |
| 15. September | Nils Niklasson                           | schwedischer Prähistoriker                                                                                      | 76    |       |
| 15. September | Reinhold Platz                           | deutscher Flugzeugkonstrukteur                                                                                  | 80    |       |
| 15. September | Hans Spiegel                             | deutscher Maler                                                                                                 | 72    |       |
| 16. September | Georg Blank                              | deutscher Jurist, Politiker der Demokratischen Partei Saar (DPS) und zweiter Bürgermeister der Stadt            | 78    |       |
| 17. September | Hans Eder                                | deutscher Politiker (BBB; CSU), MdR, MdL                                                                        | 85    |       |
| 17. September | Mário Filho                              | brasilianischer Journalist und Schriftsteller                                                                   | 58    |       |
| 17. September | Eduard Kern                              | deutscher Forstwirt, Verbandsfunktionär und Politiker (FDP, SPD), MdL                                           | 66    |       |
| 17. September | Alfréd Réth                              | ungarisch-französischer Maler                                                                                   | 82    |       |
| 17. September | Fritz Wunderlich                         | deutscher Opernsänger (Lyrischer Tenor)                                                                         | 35    |       |
| 18. September | Karl Adler                               | deutscher Gynäkologe                                                                                            | 71    |       |
| 18. September | Eugen Emnet                              | deutscher Verwaltungsjurist und Ministerialbeamter                                                              | 83    |       |
| 18. September | Erich Meder                              | österreichischer Textdichter                                                                                    | 69    |       |
| 18. September | Will Shade                               | US-amerikanischer Jug-Band-Musiker                                                                              | 68    |       |
| 18. September | Jenő Vécsey                              | ungarischer Komponist                                                                                           | 57    |       |
| 19. September | José de Jesús Angulo del Valle y Navarro | mexikanischer Geistlicher, Bischof von Tabasco                                                                  | 78    |       |
| 19. September | Fred Carganico                           | deutscher Beamter und Schriftsteller                                                                            | 80    |       |
| 19. September | Albert Divo                              | französischer Automobilrennfahrer                                                                               | 71    |       |
| 19. September | Alexander Douala-Bell                    | kamerunischer Stammesfürst und Politiker                                                                        | 68    |       |
| 19. September | Wladimir Grigorjewitsch Fjodorow         | russisch-sowjetischer Generalleutnant und Konstrukteur                                                          | 92    |       |
| 19. September | Franz Knipping                           | deutscher Bauingenieur und Hochschullehrer                                                                      | 91    |       |
| 19. September | Hermann von Oppeln-Bronikowski           | deutscher Generalmajor im Zweiten Weltkrieg, Olympiasieger im Dressurreiten 1936                                | 67    |       |
| 19. September | Ferdinand Zacchi                         | deutscher Schriftsteller und Journalist                                                                         | 82    |       |
| 20. September | Josef Arndgen                            | deutscher Politiker (CDU), MdL, MdB                                                                             | 72    |       |
| 20. September | Fritz Delius                             | deutscher Schauspieler                                                                                          | 75    |       |
| 20. September | Louis Wilhelme                           | französischer Weit- und Dreispringer                                                                            | 66    |       |
| 20. September | Emanuel ’Mabathoana                      | lesothischer Ordensgeistlicher, Erzbischof von Maseru, Linguist                                                 | 61    |       |
| 21. September | Alexander Naumowitsch Dolschanski        | sowjetischer Musikwissenschaftler                                                                               | 58    |       |
| 21. September | Otto Künzel                              | deutscher Verwaltungsbeamter und Politiker (SPD), MdL Württemberg-Hohenzollern und Beigeordneter, Verfolgter... | 62    |       |
| 21. September | Igino Michelangelo Nuti                  | italienischer Ordensgeistlicher, Apostolischer Vikar von Ägypten                                                | 83    |       |
| 21. September | Paul Reynaud                             | französischer Politiker, Mitglied der Nationalversammlung                                                       | 87    |       |
| 21. September | Hans Sauer                               | deutscher Politiker (SPD), MdL                                                                                  | 58    |       |
| 22. September | Rudolf Büchler                           | österreichischer Politiker (CS), MdL (Burgenland), Mitglied des Bundesrates                                     | 76    |       |
| 22. September | Walentin Fjodorowitsch Bulgakow          | russischer Autor, Privatsekretär Lew Tolstois                                                                   | 79    |       |
| 22. September | Jules Furthman                           | US-amerikanischer Drehbuchautor                                                                                 | 78    |       |
| 22. September | Hans Gelderblom                          | deutscher Baumeister                                                                                            | 87    |       |
| 22. September | Hans Halberstadt                         | deutscher Fechter, deutscher Meister und Olympiateilnehmer                                                      | 81    |       |
| 22. September | Ninon Hesse                              | deutsche Kunsthistorikerin; 3. Ehefrau Hermann Hesses                                                           | 71    |       |
| 22. September | Edward Francis Hoban                     | US-amerikanischer Geistlicher und römisch-katholischer Bischof von Cleveland                                    | 88    |       |
| 22. September | Josef Vital Kopp                         | Schweizer Theologe und Schriftsteller                                                                           | 59    |       |
| 22. September | Frank Lentini                            | italoamerikanischer Sideshowdarsteller                                                                          | 77    |       |
| 22. September | Reginald Patrick Linstead                | englischer Chemiker                                                                                             | 64    |       |
| 22. September | Nicolás Olivari                          | argentinischer Schriftsteller                                                                                   | 66    |       |
| 22. September | Johannes Evangelist Stigler              | deutscher Priester                                                                                              | 81    |       |
| 22. September | Wladimir Iossifowitsch Weksler           | sowjetischer Physiker                                                                                           | 59    |       |
| 23. September | Carlo Colombi                            | Schweizer Ingenieur und Hochschullehrer                                                                         | 83    |       |
| 23. September | Charles Cornu                            | Genfer Staatsanwalt                                                                                             |       |       |
| 23. September | Charlotte Keyser                         | deutsche Lehrerin und Schriftstellerin                                                                          | 76    |       |
| 23. September | László Muskát                            | ungarischer Sprinter und Hürdenläufer                                                                           | 63    |       |
| 24. September | Heinrich Clausen                         | deutscher Kommunalpolitiker, Buchhändler, Verleger und Fotograf                                                 | 87    |       |
| 24. September | Nathan Michael Gelber                    | österreichisch-israelischer Historiker und zionistischer Politiker                                              | 75    |       |
| 24. September | Nikolaus Graf von Luckner                | deutscher Generalmajor                                                                                          | 72    |       |
| 24. September | Ferdinand Freiherr von Nordenflycht      | deutscher Verwaltungsbeamter und Polizeipräsident von Magdeburg                                                 | 79    |       |
| 24. September | Vera Weizmann                            | russisch-britisch-israelische Ärztin, zionistische Aktivistin und Ehefrau des ersten Staatspräsidenten Israe... | 84    |       |
| 25. September | Hanns Braun                              | deutscher Journalist, Redakteur, Theaterkritiker und Buchautor                                                  | 73    |       |
| 25. September | Clifton Cushman                          | US-amerikanischer Hürdenläufer                                                                                  | 28    |       |
| 25. September | Ernst Lewy                               | deutsch-irischer Sprachforscher                                                                                 | 85    |       |
| 25. September | Mina Loy                                 | US-amerikanische Künstlerin, Dichterin, Futuristin, Schauspielerin und Lampendesignerin                         | 83    |       |
| 25. September | Heinrich Niebes                          | deutscher Politiker (KPD), MdB                                                                                  | 75    |       |
| 25. September | Jo Hanns Rösler                          | deutscher Schriftsteller                                                                                        | 67    |       |
| 25. September | Bernhard Wolff                           | deutscher Jurist, Richter am Bundesfinanzhof und Richter des Bundesverfassungsgerichts                          | 80    |       |
| 26. September | Hans Adametz                             | österreichischer Keramiker und Bildhauer                                                                        | 70    |       |
| 26. September | Alexander Alexandrowitsch Anufrijew      | sowjetischer Leichtathlet                                                                                       | 40    |       |
| 26. September | Otto Eberhard                            | deutscher evangelischer Theologe und Religionspädagoge                                                          | 90    |       |
| 26. September | Gus Edson                                | US-amerikanischer Comiczeichner und -autor                                                                      | 65    |       |
| 26. September | Andrew Keith Jack                        | australischer Physiker und Polarforscher                                                                        | 81    |       |
| 26. September | Helen Kane                               | US-amerikanische Schauspielerin und Sängerin                                                                    | 63    |       |
| 26. September | Victor LaMer                             | US-amerikanischer Chemiker                                                                                      | 71    |       |
| 26. September | Gerard Leene                             | niederländischer Bahnradsportler                                                                                | 73    |       |
| 26. September | Anton Maier                              | deutscher Politiker (CSU), MdL                                                                                  | 74    |       |
| 26. September | Hellmuth von Maltzahn                    | deutscher Goethe-Forscher und Museumsdirektor                                                                   | 66    |       |
| 26. September | Bram Rutgers                             | niederländischer Politiker (ARP) und Gouverneur von Suriname                                                    | 82    |       |
| 26. September | Walther Rytz                             | Schweizer Botaniker                                                                                             | 84    |       |
| 27. September | Lore Feldberg-Eber                       | deutsche Malerin                                                                                                | 71    |       |
| 27. September | Sokratis Kougeas                         | griechischer Historiker und Paläograph                                                                          | 90    |       |
| 27. September | Hans Lautenbacher                        | Landtagsabgeordneter Volksstaat Hessen                                                                          | 82    |       |
| 27. September | Albert Renger-Patzsch                    | deutscher Fotograf der sogenannten „Neuen Sachlichkeit“                                                         | 69    |       |
| 27. September | Raymond Léon Rivoire                     | französischer Bildhauer der Avantgarde-Bewegung                                                                 | 81    |       |
| 28. September | Rudolf Blüml                             | österreichischer Priester                                                                                       | 68    |       |
| 28. September | Ernst Bodesheim                          | deutscher Politiker (FDP), MdL                                                                                  | 76    |       |
| 28. September | André Breton                             | französischer Dichter, Schriftsteller und Theoretiker des Surrealismus                                          | 70    |       |
| 28. September | Eric Fleming                             | US-amerikanischer Schauspieler                                                                                  | 41    |       |
| 28. September | Lucky Millinder                          | US-amerikanischer R&B- und Swing-Musiker                                                                        | 66    |       |
| 28. September | Sano Seki                                | japanischer Schauspieler, Theaterdirektor und Choreograf                                                        | 61    |       |
| 28. September | Lillian Smith                            | US-amerikanische Journalistin und Schriftstellerin                                                              | 68    |       |
| 29. September | Fjodor Jakowlewitsch Akimow              | sowjetischer Konteradmiral                                                                                      | 57    |       |
| 29. September | Heinrich Alef                            | Bürgermeister von Bad Godesberg                                                                                 | 68    |       |
| 29. September | Morris Bercov                            | US-amerikanischer Jazz-Musiker                                                                                  | 62    |       |
| 29. September | Wilhelm Enz                              | deutscher Politiker (SPD), MdL                                                                                  | 88    |       |
| 29. September | Koloman Juhász                           | deutscher Theologe, Hochschulprofessor, Domherr und Kirchenhistoriker                                           | 74    |       |
| 29. September | Karl Magnus Klier                        | österreichischer Volksmusikforscher und -sammler                                                                | 73    |       |
| 29. September | Ralf von der Marwitz                     | deutscher Vizeadmiral im Zweiten Weltkrieg und Marineattaché                                                    | 77    |       |
| 29. September | Aschot Aschotowitsch Mndojanz            | russisch-sowjetischer Architekt und Stadtplaner                                                                 | 56    |       |
| 29. September | Ferdinand Schürmann                      | deutscher Politiker (NSDAP), MdR                                                                                | 70    |       |
| 29. September | Erich Wende                              | deutscher Jurist und Verwaltungsbeamter                                                                         | 82    |       |
| 30. September | Egmont H. Arens                          | US-amerikanischer Industriedesigner und Redakteur                                                               | 76    |       |
| 30. September | Eduard Gerhardt Clauß                    | deutscher Porzellan- und Keramikkünstler                                                                        | 60    |       |
| 30. September | David Conradie                           | südafrikanischer Politiker und Administrator                                                                    | 87    |       |
| 30. September | Fritz Engler-Füßlin                      | deutscher Politiker (NSDAP), MdR                                                                                | 75    |       |
| 30. September | Eberhard Klügel                          | deutscher lutherischer Theologe und Kirchenhistoriker                                                           | 64    |       |
| 30. September | Gottfried Krczal                         | deutscher Politiker (NSDAP), MdR                                                                                | 80    |       |
| 30. September | Sabine Thalbach                          | deutsche Schauspielerin                                                                                         | 34    |       |
| 30. September | Ilja Iljitsch Tschernjajew               | russischer Chemiker                                                                                             | 73    |       |
| 30. September | Thomas H. Werdel                         | US-amerikanischer Politiker                                                                                     | 61    |       |
| September     | David Agnew                              | nordirischer Fußballspieler                                                                                     | 41    |       |
| September     | Gerda von Uslar                          | deutsche Dramaturgin, Übersetzerin und Hörspielregisseurin                                                      |       |       |